# Аероклуб
Аероклу́б — організація, що здійснює діяльність у сфері авіаційного спорту.
Аероклуби пропагують серед населення знання з авіації, вчать молодь льотної справи і залучають її до конструювання авіамоделей та планерів.
Аероклуби організують авіаційні свята, змагання з пілотажу та інше.
Аероклуб складається із споруд, які включають навчальні класи, авіамодельні лабораторії, майстерні, гаражі та інше. Вони розміщуються на прилеглій території аеродрому, який складається з льотного поля та комплексу керування повітряним рухом. До нього входять споруди та обладнання, що забезпечують зліт, посадку, руління, розміщення й обслуговування літаків, вертольотів і планерів.
А аероклубах літаки використовуються для:
- первісного навчання пілотів;
- участі у спортивних змаганнях;
- маршрутних польотів;
- патрулювання;
- охорони лісів;
- перевезення одного пасажира або 90 кг вантажу;
- повітряна аерофотозйомка;
- авіахімробіт;
- інших авіаробіт в межах льотно-тактичних характеристик літака.

Перший в Україні аероклуб був заснований у 1908 році в Одесі.
Найбільшим аероклубом у СРСР був Центральний аероклуб СРСР ім. Чкалова. В УРСР аероклуби були в Києві, Харкові, Донецьку, Луганську, Дніпрі, Запоріжжі та Кропивницькому. У Сімферополі, Одесі та Львові є авіаспортклуби, які готують планеристів і парашутистів.
Планерні станції є у Вінниці, Рівному та інших містах.